# 莱茵施泰滕
莱茵施泰滕（德語：Rheinstetten，發音：[ʁaɪnˈʃtɛtn̩] ⓘ；南法兰克语：Rhoischdedde）是德国巴登-符腾堡州卡尔斯鲁厄行政区卡尔斯鲁厄县的城市，面积32.31平方千米，2023年12月31日人口为20,695人。
莱茵施泰滕与以下城市结为友好城市：
- 秘魯 帕爾卡區
- 匈牙利 韋切什
- 法國 纳瓦朗克斯